# Красин Химирски
Красин Вълчев Химирски е български дипломат и поет.

## Семейство, образование
Роден е на 8 октомври 1938 г. в с. Върбица, Врачанско. Син е на командира (1941 – 1944) Вълчо Химирски на Червенобрежкия партизански отряд „Дядо Вълко“.
Учи в Суворовското училище в София. Завършва специалност „Международни отношения“ с индонезийски и английски в МГИМО, Москва през 1962 г. През 1974 г. защитава докторска дисертация на тема „Развитие на демократичните традиции в съвременната американска поезия“ в Академията за обществени науки в Москва (днес: Академия за държавна служба при президента на Руската федерация) и придобива научна степен „кандидат на филологическите науки“ (в България преименувана на доктор).

## Дипломатическа кариера
Постъпва на дипломатическа служба в Министерството на външните работи през 1963 г., където работи до края на 1999 г. На задгранична работа в посолствата на България заема следните дипломатически длъжности:
- Джакарта, Индонезия (1964 – 1968) – аташе по културата и шарже д'афер (управляващ посолството);
- Вашингтон, САЩ (1976 – 1981) – аташе по културата и шарже д'афер;
- Москва, Русия (1987 – 1990) – пълномощен министър, завеждащ отдел „Култура“.

В Босна и Херцеговина (2000 – 2002) е международен служител по демократизация и избори в мисията на Организацията за сигурност и сътрудничество в Европа. Работил е също като завеждащ отдел „Наука“ в Руския културно-информационен център в София.

## Обществена дейност
Член е на Съюза на българските писатели, Съюза на преводачите в България, Съюза на българските журналисти, Българския ПЕН център, Международния фонд за славянски култури в Москва, Американо-българската фондация за изкуство.
Председател е на Управителния съвет на Асоциацията на завършилите МГИМО (1995 – 2017) и на Дружеството на приятелите на Индонезия „Нусантара“.

## Творчество, преводи, лекции
Негови стихове са преведени на 23 чужди езика: руски, английски, френски, испански, немски, норвежки, гръцки, турски, японски, хинди, персийски, индонезийски, украински, арменски, латишки, румънски, сръбски, хърватски, босненски, чувашки, монголски, киргизки, азербайджански език.
Преподава в Софийския университет „Св. Климент Охридски“, както и в Нов български университет, Университета за национално и световно стопанство, Шуменския университет „Епископ Константин Преславски“, Американския университет в България, Благоевград. Той е единственият български преподавател по индонезийски език.
Превежда проза и поезия от английски, индонезийски и руски език. Сред превежданите от него автори са Дениз Левертов (американска поетеса от руско-английски произход), Джейсън Милър (американски поет), Ърскин Колдуел (американски поет), Виктория Холт (британска белетристка), Прамудиа Ананта Тур (индонезийски поет) и Утуй Татанг Сонтани (индонезийски поет).